# جوليان صموئيل
جوليان صموئيل (بالإنجليزية: Julian Samuel)‏ (7 مايو 1952، لاهور في باكستان)؛ روائي كندي.